# Clonlara
Clonlara est un village en Irlande, situé dans le comté de Clare.

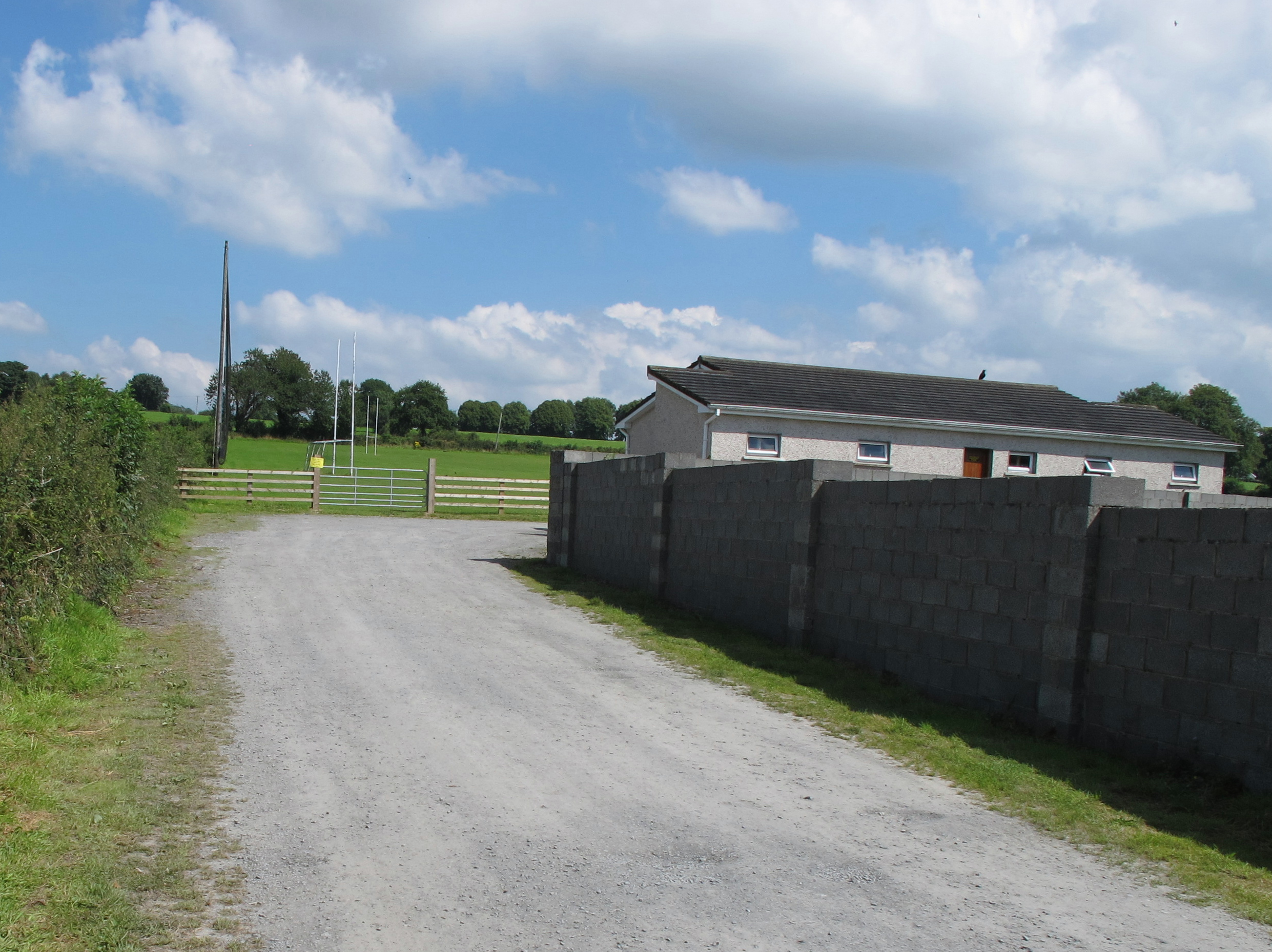
Clonlara - Truagh GAA Club.